# Бєляєв Іван Олександрович
Іва́н Олекса́ндрович Бєля́єв (нар. 21 березня 1986 — 1 вересня 2018) — старший солдат Збройних сил України, учасник російсько-української війни.

## Життєпис
Народився 1986 року в місті Харків. Здобув фах кухаря у профтехучилищі; строкову службу проходив у ВСП в Києві. Працював за фахом кухарем в одному з ресторанів Харкова. Захоплювався екстрімом, автівками, займався парашутним спортом, цікавився зброєю.
У часі Революції гідності брав активну участь у Самообороні Харкова; був активістом харківської ГО «Взаємодія». У березні 2017 року вступив на військову службу за контрактом; старший солдат, старший розвідник-радіотелефоніст 2-го відділення 3-го взводу 1-ї роти 54-го батальйону.
1 вересня 2018-го загинув внаслідок підриву на невідомому вибуховому пристрої під час проведення інженерних робіт з фортифікаційного обладнання спостережного посту на Світлодарському напрямку. Ще один військовик, старший спостережного посту, зазнав поранення.
Похований у Харкові на Алеї Героїв 18-го (Безлюдівського) кладовища.
Без Івана лишились мама і брат.

## Нагороди
- указом Президента України № 47/2019 від 28 лютого 2019 року «за особисту мужність і самовіддані дії, виявлені у захисті державного суверенітету та територіальної цілісності України, зразкового виконання військового обов'язку» — нагороджений орденом «За мужність» III ступеня (посмертно)[1]

## Пам'ять
Іванові Бєляєву 13 жовтня 2020 року встановлено меморіальну дошку на фасаді будівлі Харківської загальноосвітньої школи № 111.